# Parafia Wniebowzięcia Najświętszej Maryi Panny w Lędzinach
Parafia Wniebowzięcia Najświętszej Maryi Panny – rzymskokatolicka parafia znajdująca się w Lędzinach, w dzielnicy Goławiec. Parafia należy do dekanatu Lędziny w archidiecezji katowickiej.
Została erygowana 15 marca 1981. Kościół poświęcił abp Damian Zimoń 14 sierpnia 2004.